# دهستان خرمی
دهستان خرمی دهستانی در بخش مرکزی شهرستان خرم‌بید، استان فارس در ایران است. براساس سرشماری مرکز آمار ایران در سال ۱۳۸۵، جمعیت آن ۱۲۱۸ نفر (۲۷۷ خانوار) بوده‌است.